# Willem IV van Luxemburg
Willem Alexander (Slot Biebrich (Wiesbaden), 22 april 1852 – Slot Berg, 25 februari 1912) was van 1902 tot 1905 regent en daarna tot 1912 groothertog van Luxemburg. Hij was de zoon van groothertog Adolf en prinses Adelheid Marie van Anhalt-Dessau.
Willem was sinds zijn geboorte erfhertog van Nassau, maar door de keuze van zijn vader voor Oostenrijk in de door Pruisen gewonnen oorlog werd Nassau in 1866 door Pruisen geannexeerd. Willem trad in 1871 in Oostenrijkse dienst en klom op tot generaal-majoor.
Met het overlijden van prins Alexander der Nederlanden in 1884 was de verwachting dat de Ottoonse Linie van het Huis Nassau in de mannelijke lijn zou uitsterven op het moment dat koning Willem III der Nederlanden zou komen te overlijden. Daarbij zou overeenkomstig de Erneuerte Nassauische Erbverein het groothertogdom Luxemburg worden geërfd door hertog Adolf van Nassau, de vader van Willem. Koning Willem III was ervan overtuigd dat er wel een regeling getroffen kon worden zodat zijn dochter prinses Wilhelmina hem ook in Luxemburg zou opvolgen. Koningin Emma ging er echter van uit dat Luxemburg aan de Walramse Linie van het Huis Nassau zou toevallen, zodat haar oom van moederszijde, Adolf van Nassau, Willem III in Luxemburg zou opvolgen. De staatsminister van Luxemburg, Félix baron de Blochausen, trachtte koningin Emma ertoe over te halen zich met zienswijze van de koning te verenigen, maar tevergeefs. De onderhandelingen tussen Willem III en Adolf voor een overeenkomst over de toekomstige afwikkeling van zaken zoals de persoonlijke bezittingen van de koning in Luxemburg leidden tot een op 30 september 1884 gesloten verdrag tussen Willem III en Adolf waarin definitief werd vastgelegd dat na het overlijden van Willem III, als hij geen mannelijke nakomelingen zou hebben, het groothertogdom zou overgaan naar Adolf en zijn nakomelingen, overeenkomstig de Erneuerte Nassauische Erbverein. Bij het overlijden van Willem III op 23 november 1890 werd Adolf de nieuwe groothertog van Luxemburg. Willem werd op datzelfde moment erfgroothertog van Luxemburg. Zijn vader benoemde hem op 4 april 1902 tot Lieutenant-Représentant.
In 1893 trad Willem in het huwelijk met de katholieke prinses Maria Anna van Portugal. Er werd afgesproken dat de zonen (de opvolgers) protestants opgevoed zouden worden en de dochters katholiek. Aangezien het paar alleen dochters kreeg, en omdat prins Nicolaas van Nassau morganatisch gehuwd was en diens kinderen daarom niet troongerechtigd waren, was Willem na het overlijden van zijn vader het laatste mannelijke lid van het Huis Nassau. Dat betekende dat bij zijn overlijden artikel 42 van de Erneuerte Nassauische Erbverein in werking zou treden. Dat artikel bepaalde dat in het geval het Huis Nassau in de mannelijke lijn zou uitsterven, «eine Tochter und zwar, wann deren mehrere vorhanden, die Erstgeborne, oder in deren Mangel die nächste Erbin des letzten Mannsstammes, mit Ausschluss aller andern entfernterer, zur Succession berufen seyn solle». Willem bevestigde dit bij groothertogelijk decreet van 16 april 1907. Het decreet werd bij wet van 10 juli 1907 bekrachtigd. Zijn oudste dochter Maria Adelheid werd zodoende erfgroothertogin van Luxemburg.
Wegens Willems slechte gezondheid werd zijn echtgenote Maria Anna op 13 november 1908 tot regentes benoemd. Willem stierf op 25 februari 1912 en werd opgevolgd door zijn dochter Maria Adelheid. Maria Anna bleef regentes totdat Maria Adelheid op 14 juni van dat jaar meerderjarig werd.

## Huwelijk en kinderen
De protestantse Willem trouwde op 21 juli 1893 met de katholieke Maria Anna van Portugal, een dochter van Michaël I van Portugal. Het paar kreeg zes dochters, die rooms-katholiek zouden worden opgevoed:
- Maria Adelheid (14 juni 1894 – 24 januari 1924), groothertogin van Luxemburg
- Charlotte (23 januari 1896 – 9 juli 1985), groothertogin van Luxemburg, gehuwd met Felix van Bourbon-Parma (28 september 1893 – 8 april 1970)
- Hilda (15 februari 1897 – 8 september 1979), gehuwd met Adolf zu Schwarzenberg (18 augustus 1890 – 27 februari 1950)
- Antonia (7 oktober 1899 – 31 juli 1954), gehuwd met kroonprins Rupprecht van Beieren (18 mei 1869 – 2 augustus 1955)
- Elisabeth (7 maart 1901 – 2 augustus 1950), gehuwd met Lodewijk Filips von Thurn und Taxis (2 februari 1901 – 22 april 1933)
- Sophie (14 februari 1902 – 24 mei 1941), gehuwd met Ernst van Saksen (9 december 1896 – 14 juni 1971), zoon van Frederik August III

## Kwartierstaat

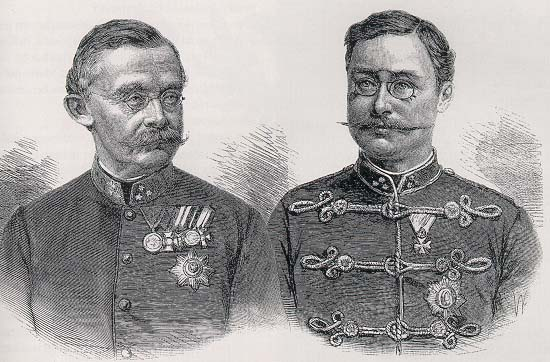
Willem IV (r) en zijn vader Adolf

| Frederik Willem van Nassau-Weilburg (1768-1816) | Frederik Willem van Nassau-Weilburg (1768-1816) | Frederik Willem van Nassau-Weilburg (1768-1816) | Frederik Willem van Nassau-Weilburg (1768-1816) | Frederik Willem van Nassau-Weilburg (1768-1816) | Frederik Willem van Nassau-Weilburg (1768-1816) | Louise van Sayn-Hachenburg (1772-1827) | Louise van Sayn-Hachenburg (1772-1827) | Louise van Sayn-Hachenburg (1772-1827) | Louise van Sayn-Hachenburg (1772-1827) | Louise van Sayn-Hachenburg (1772-1827) | Louise van Sayn-Hachenburg (1772-1827) |                                 |                                 | Frederik van Saksen-Altenburg (1763-1834)      | Frederik van Saksen-Altenburg (1763-1834)      | Frederik van Saksen-Altenburg (1763-1834)      | Frederik van Saksen-Altenburg (1763-1834)      | Frederik van Saksen-Altenburg (1763-1834)      | Frederik van Saksen-Altenburg (1763-1834)      | Charlotte Georgine Louise van Mecklenburg-Strelitz (1769-1818) | Charlotte Georgine Louise van Mecklenburg-Strelitz (1769-1818) | Charlotte Georgine Louise van Mecklenburg-Strelitz (1769-1818) | Charlotte Georgine Louise van Mecklenburg-Strelitz (1769-1818) | Charlotte Georgine Louise van Mecklenburg-Strelitz (1769-1818) | Charlotte Georgine Louise van Mecklenburg-Strelitz (1769-1818) |                                                                |                                                                | Frederik van Anhalt-Dessau (1769-1814)                         | Frederik van Anhalt-Dessau (1769-1814)                         | Frederik van Anhalt-Dessau (1769-1814) | Frederik van Anhalt-Dessau (1769-1814) | Frederik van Anhalt-Dessau (1769-1814)          | Frederik van Anhalt-Dessau (1769-1814)          | Amalie van Hessen-Homburg (1774-1846)           | Amalie van Hessen-Homburg (1774-1846)           | Amalie van Hessen-Homburg (1774-1846)           | Amalie van Hessen-Homburg (1774-1846)           | Amalie van Hessen-Homburg (1774-1846)        | Amalie van Hessen-Homburg (1774-1846)        |                                              |                                              | Willem van Hessen-Kassel (1787-1867)         | Willem van Hessen-Kassel (1787-1867)         | Willem van Hessen-Kassel (1787-1867)       | Willem van Hessen-Kassel (1787-1867)       | Willem van Hessen-Kassel (1787-1867)       | Willem van Hessen-Kassel (1787-1867)       | Louise Charlotte van Denemarken (1789-1864) | Louise Charlotte van Denemarken (1789-1864) | Louise Charlotte van Denemarken (1789-1864) | Louise Charlotte van Denemarken (1789-1864) | Louise Charlotte van Denemarken (1789-1864) | Louise Charlotte van Denemarken (1789-1864) |  |  |  |  |  |  |  |  |  |  |  |  |  |  |  |  |  |  |  |  |  |  |  |  |  |  |  |  |  |  |  |  |  |  |  |  |  |  |  |  |  |  |  |  |  |  |  |  |
| Frederik Willem van Nassau-Weilburg (1768-1816) | Frederik Willem van Nassau-Weilburg (1768-1816) | Frederik Willem van Nassau-Weilburg (1768-1816) | Frederik Willem van Nassau-Weilburg (1768-1816) | Frederik Willem van Nassau-Weilburg (1768-1816) | Frederik Willem van Nassau-Weilburg (1768-1816) | Louise van Sayn-Hachenburg (1772-1827) | Louise van Sayn-Hachenburg (1772-1827) | Louise van Sayn-Hachenburg (1772-1827) | Louise van Sayn-Hachenburg (1772-1827) | Louise van Sayn-Hachenburg (1772-1827) | Louise van Sayn-Hachenburg (1772-1827) |                                 |                                 | Frederik van Saksen-Altenburg (1763-1834)      | Frederik van Saksen-Altenburg (1763-1834)      | Frederik van Saksen-Altenburg (1763-1834)      | Frederik van Saksen-Altenburg (1763-1834)      | Frederik van Saksen-Altenburg (1763-1834)      | Frederik van Saksen-Altenburg (1763-1834)      | Charlotte Georgine Louise van Mecklenburg-Strelitz (1769-1818) | Charlotte Georgine Louise van Mecklenburg-Strelitz (1769-1818) | Charlotte Georgine Louise van Mecklenburg-Strelitz (1769-1818) | Charlotte Georgine Louise van Mecklenburg-Strelitz (1769-1818) | Charlotte Georgine Louise van Mecklenburg-Strelitz (1769-1818) | Charlotte Georgine Louise van Mecklenburg-Strelitz (1769-1818) |                                                                |                                                                | Frederik van Anhalt-Dessau (1769-1814)                         | Frederik van Anhalt-Dessau (1769-1814)                         | Frederik van Anhalt-Dessau (1769-1814) | Frederik van Anhalt-Dessau (1769-1814) | Frederik van Anhalt-Dessau (1769-1814)          | Frederik van Anhalt-Dessau (1769-1814)          | Amalie van Hessen-Homburg (1774-1846)           | Amalie van Hessen-Homburg (1774-1846)           | Amalie van Hessen-Homburg (1774-1846)           | Amalie van Hessen-Homburg (1774-1846)           | Amalie van Hessen-Homburg (1774-1846)        | Amalie van Hessen-Homburg (1774-1846)        |                                              |                                              | Willem van Hessen-Kassel (1787-1867)         | Willem van Hessen-Kassel (1787-1867)         | Willem van Hessen-Kassel (1787-1867)       | Willem van Hessen-Kassel (1787-1867)       | Willem van Hessen-Kassel (1787-1867)       | Willem van Hessen-Kassel (1787-1867)       | Louise Charlotte van Denemarken (1789-1864) | Louise Charlotte van Denemarken (1789-1864) | Louise Charlotte van Denemarken (1789-1864) | Louise Charlotte van Denemarken (1789-1864) | Louise Charlotte van Denemarken (1789-1864) | Louise Charlotte van Denemarken (1789-1864) |  |  |  |  |  |  |  |  |  |  |  |  |  |  |  |  |  |  |  |  |  |  |  |  |  |  |  |  |  |  |  |  |  |  |  |  |  |  |  |  |  |  |  |  |  |  |  |  |
|                                                 |                                                 |                                                 |                                                 |                                                 |                                                 |                                        |                                        |                                        |                                        |                                        |                                        |                                 |                                 |                                                |                                                |                                                |                                                |                                                |                                                |                                                                |                                                                |                                                                |                                                                |                                                                |                                                                |                                                                |                                                                |                                                                |                                                                |                                        |                                        |                                                 |                                                 |                                                 |                                                 |                                                 |                                                 |                                              |                                              |                                              |                                              |                                              |                                              |                                            |                                            |                                            |                                            |                                             |                                             |                                             |                                             |                                             |                                             |  |  |  |  |  |  |  |  |  |  |  |  |  |  |  |  |  |  |  |  |  |  |  |  |  |  |  |  |  |  |  |  |  |  |  |  |  |  |  |  |  |  |  |  |  |  |  |  |
|                                                 |                                                 |                                                 |                                                 | Willem van Nassau (1792-1839)                   | Willem van Nassau (1792-1839)                   | Willem van Nassau (1792-1839)          | Willem van Nassau (1792-1839)          | Willem van Nassau (1792-1839)          | Willem van Nassau (1792-1839)          |                                        |                                        |                                 |                                 |                                                |                                                | Louise van Saksen-Hildburghausen (1794-1824)   | Louise van Saksen-Hildburghausen (1794-1824)   | Louise van Saksen-Hildburghausen (1794-1824)   | Louise van Saksen-Hildburghausen (1794-1824)   | Louise van Saksen-Hildburghausen (1794-1824)                   | Louise van Saksen-Hildburghausen (1794-1824)                   |                                                                |                                                                |                                                                |                                                                |                                                                |                                                                |                                                                |                                                                |                                        |                                        | Frederik Augustus van Anhalt-Dessau (1799-1864) | Frederik Augustus van Anhalt-Dessau (1799-1864) | Frederik Augustus van Anhalt-Dessau (1799-1864) | Frederik Augustus van Anhalt-Dessau (1799-1864) | Frederik Augustus van Anhalt-Dessau (1799-1864) | Frederik Augustus van Anhalt-Dessau (1799-1864) |                                              |                                              |                                              |                                              |                                              |                                              | Marie Louise van Hessen-Kassel (1814-1895) | Marie Louise van Hessen-Kassel (1814-1895) | Marie Louise van Hessen-Kassel (1814-1895) | Marie Louise van Hessen-Kassel (1814-1895) | Marie Louise van Hessen-Kassel (1814-1895)  | Marie Louise van Hessen-Kassel (1814-1895)  |                                             |                                             |                                             |                                             |  |  |  |  |  |  |  |  |  |  |  |  |  |  |  |  |  |  |  |  |  |  |  |  |  |  |  |  |  |  |  |  |  |  |  |  |  |  |  |  |  |  |  |  |  |  |  |  |
|                                                 |                                                 |                                                 |                                                 | Willem van Nassau (1792-1839)                   | Willem van Nassau (1792-1839)                   | Willem van Nassau (1792-1839)          | Willem van Nassau (1792-1839)          | Willem van Nassau (1792-1839)          | Willem van Nassau (1792-1839)          |                                        |                                        |                                 |                                 |                                                |                                                | Louise van Saksen-Hildburghausen (1794-1824)   | Louise van Saksen-Hildburghausen (1794-1824)   | Louise van Saksen-Hildburghausen (1794-1824)   | Louise van Saksen-Hildburghausen (1794-1824)   | Louise van Saksen-Hildburghausen (1794-1824)                   | Louise van Saksen-Hildburghausen (1794-1824)                   |                                                                |                                                                |                                                                |                                                                |                                                                |                                                                |                                                                |                                                                |                                        |                                        | Frederik Augustus van Anhalt-Dessau (1799-1864) | Frederik Augustus van Anhalt-Dessau (1799-1864) | Frederik Augustus van Anhalt-Dessau (1799-1864) | Frederik Augustus van Anhalt-Dessau (1799-1864) | Frederik Augustus van Anhalt-Dessau (1799-1864) | Frederik Augustus van Anhalt-Dessau (1799-1864) |                                              |                                              |                                              |                                              |                                              |                                              | Marie Louise van Hessen-Kassel (1814-1895) | Marie Louise van Hessen-Kassel (1814-1895) | Marie Louise van Hessen-Kassel (1814-1895) | Marie Louise van Hessen-Kassel (1814-1895) | Marie Louise van Hessen-Kassel (1814-1895)  | Marie Louise van Hessen-Kassel (1814-1895)  |                                             |                                             |                                             |                                             |  |  |  |  |  |  |  |  |  |  |  |  |  |  |  |  |  |  |  |  |  |  |  |  |  |  |  |  |  |  |  |  |  |  |  |  |  |  |  |  |  |  |  |  |  |  |  |  |
|                                                 |                                                 |                                                 |                                                 |                                                 |                                                 |                                        |                                        |                                        |                                        | Adolf van Luxemburg (1817-1905)        | Adolf van Luxemburg (1817-1905)        | Adolf van Luxemburg (1817-1905) | Adolf van Luxemburg (1817-1905) | Adolf van Luxemburg (1817-1905)                | Adolf van Luxemburg (1817-1905)                |                                                |                                                |                                                |                                                |                                                                |                                                                |                                                                |                                                                |                                                                |                                                                |                                                                |                                                                |                                                                |                                                                |                                        |                                        |                                                 |                                                 |                                                 |                                                 |                                                 |                                                 | Adelheid Marie van Anhalt-Dessau (1833-1916) | Adelheid Marie van Anhalt-Dessau (1833-1916) | Adelheid Marie van Anhalt-Dessau (1833-1916) | Adelheid Marie van Anhalt-Dessau (1833-1916) | Adelheid Marie van Anhalt-Dessau (1833-1916) | Adelheid Marie van Anhalt-Dessau (1833-1916) |                                            |                                            |                                            |                                            |                                             |                                             |                                             |                                             |                                             |                                             |  |  |  |  |  |  |  |  |  |  |  |  |  |  |  |  |  |  |  |  |  |  |  |  |  |  |  |  |  |  |  |  |  |  |  |  |  |  |  |  |  |  |  |  |  |  |  |  |
|                                                 |                                                 |                                                 |                                                 |                                                 |                                                 |                                        |                                        |                                        |                                        | Adolf van Luxemburg (1817-1905)        | Adolf van Luxemburg (1817-1905)        | Adolf van Luxemburg (1817-1905) | Adolf van Luxemburg (1817-1905) | Adolf van Luxemburg (1817-1905)                | Adolf van Luxemburg (1817-1905)                |                                                |                                                |                                                |                                                |                                                                |                                                                |                                                                |                                                                |                                                                |                                                                |                                                                |                                                                |                                                                |                                                                |                                        |                                        |                                                 |                                                 |                                                 |                                                 |                                                 |                                                 | Adelheid Marie van Anhalt-Dessau (1833-1916) | Adelheid Marie van Anhalt-Dessau (1833-1916) | Adelheid Marie van Anhalt-Dessau (1833-1916) | Adelheid Marie van Anhalt-Dessau (1833-1916) | Adelheid Marie van Anhalt-Dessau (1833-1916) | Adelheid Marie van Anhalt-Dessau (1833-1916) |                                            |                                            |                                            |                                            |                                             |                                             |                                             |                                             |                                             |                                             |  |  |  |  |  |  |  |  |  |  |  |  |  |  |  |  |  |  |  |  |  |  |  |  |  |  |  |  |  |  |  |  |  |  |  |  |  |  |  |  |  |  |  |  |  |  |  |  |
|                                                 |                                                 |                                                 |                                                 |                                                 |                                                 |                                        |                                        |                                        |                                        |                                        |                                        |                                 |                                 |                                                |                                                |                                                |                                                |                                                |                                                |                                                                |                                                                |                                                                |                                                                |                                                                |                                                                |                                                                |                                                                |                                                                |                                                                |                                        |                                        |                                                 |                                                 |                                                 |                                                 |                                                 |                                                 |                                              |                                              |                                              |                                              |                                              |                                              |                                            |                                            |                                            |                                            |                                             |                                             |                                             |                                             |                                             |                                             |  |  |  |  |  |  |  |  |  |  |  |  |  |  |  |  |  |  |  |  |  |  |  |  |  |  |  |  |  |  |  |  |  |  |  |  |  |  |  |  |  |  |  |  |  |  |  |  |
|                                                 |                                                 |                                                 |                                                 |                                                 |                                                 |                                        |                                        |                                        |                                        |                                        |                                        |                                 |                                 |                                                |                                                |                                                |                                                |                                                |                                                |                                                                |                                                                |                                                                |                                                                |                                                                |                                                                |                                                                |                                                                |                                                                |                                                                |                                        |                                        |                                                 |                                                 |                                                 |                                                 |                                                 |                                                 |                                              |                                              |                                              |                                              |                                              |                                              |                                            |                                            |                                            |                                            |                                             |                                             |                                             |                                             |                                             |                                             |  |  |  |  |  |  |  |  |  |  |  |  |  |  |  |  |  |  |  |  |  |  |  |  |  |  |  |  |  |  |  |  |  |  |  |  |  |  |  |  |  |  |  |  |  |  |  |  |
|                                                 |                                                 |                                                 |                                                 | Willem IV van Luxemburg (1852-1912)             | Willem IV van Luxemburg (1852-1912)             | Willem IV van Luxemburg (1852-1912)    | Willem IV van Luxemburg (1852-1912)    | Willem IV van Luxemburg (1852-1912)    | Willem IV van Luxemburg (1852-1912)    |                                        |                                        |                                 |                                 | Frederik Paul Willem van Luxemburg (1854-1855) | Frederik Paul Willem van Luxemburg (1854-1855) | Frederik Paul Willem van Luxemburg (1854-1855) | Frederik Paul Willem van Luxemburg (1854-1855) | Frederik Paul Willem van Luxemburg (1854-1855) | Frederik Paul Willem van Luxemburg (1854-1855) |                                                                |                                                                |                                                                |                                                                | Marie Bathildis Wilhelmina Charlotte van Luxemburg (1857-1857) | Marie Bathildis Wilhelmina Charlotte van Luxemburg (1857-1857) | Marie Bathildis Wilhelmina Charlotte van Luxemburg (1857-1857) | Marie Bathildis Wilhelmina Charlotte van Luxemburg (1857-1857) | Marie Bathildis Wilhelmina Charlotte van Luxemburg (1857-1857) | Marie Bathildis Wilhelmina Charlotte van Luxemburg (1857-1857) |                                        |                                        |                                                 |                                                 | Frans Jozef Willem van Luxemburg (1859-1875)    | Frans Jozef Willem van Luxemburg (1859-1875)    | Frans Jozef Willem van Luxemburg (1859-1875)    | Frans Jozef Willem van Luxemburg (1859-1875)    | Frans Jozef Willem van Luxemburg (1859-1875) | Frans Jozef Willem van Luxemburg (1859-1875) |                                              |                                              |                                              |                                              | Hilda van Luxemburg (1864-1952)            | Hilda van Luxemburg (1864-1952)            | Hilda van Luxemburg (1864-1952)            | Hilda van Luxemburg (1864-1952)            | Hilda van Luxemburg (1864-1952)             | Hilda van Luxemburg (1864-1952)             |                                             |                                             |                                             |                                             |  |  |  |  |  |  |  |  |  |  |  |  |  |  |  |  |  |  |  |  |  |  |  |  |  |  |  |  |  |  |  |  |  |  |  |  |  |  |  |  |  |  |  |  |  |  |  |  |

- Gemeinsame Normdatei: 138776245
- Musée national d'archéologie, d'histoire et d'art: lkl008533
- Virtual International Authority File: 95403864
- WorldCat: E39PBJxrXP46KywwgxjhVWPbBP